# 장쑤 FC
장쑤 FC(중국어 간체자: 江苏苏宁, 정체자: 江蘇蘇寧, 병음: Jiāngsū Sūníng)은 중국 장쑤성 난징시를 연고로 했던 과거 축구 클럽으로 난징 올림픽 스포츠 센터를 홈 구장으로 사용했다.

## 역사
1958년에 창단한 뒤 1994년에 프로 구단으로 재탄생한 이후 2000년 제조기업 순톈 그룹에 의해 인수되어 장쑤 순톈라는 이름으로 변경되었고 이후 2015년 12월 중국 최대 가전유통기업 쑤닝 그룹이 인수하면서 장쑤 쑤닝으로 재차 변경되었으며 그 후 중국 슈퍼리그 2020에서 창단 첫 리그 우승을 거머쥐었다.
그리고 2021년 중국축구협회의 규정 변화에 따라 팀명이 장쑤 FC로 변경됐으나 모기업인 쑤닝 그룹의 재정난으로 팀 존립 자체에 위기가 닥쳤고 이미 고연봉을 받고 있던 코스민 올러로이우 현 아랍에미리트 축구 국가대표팀 감독과 상호하에 계약을 해지한 뒤 전년도 리그 우승의 일등 공신이었던 알레스 테이셰이라는 중국 축구협회로부터 귀화를 제의받았음에도 이를 마다하고 사우디 프로페셔널리그의 알힐랄 SFC로 이적했다가 이후 튀르키예 쉬페르리그의 베식타시 JK로 트레이드되었다.
그 후 2021년 2월 28일 모기업인 쑤닝 그룹이 팀 운영 중단을 선언하면서 중국 슈퍼리그 2020은 장쑤 FC의 창단 첫 슈퍼 리그 우승이자 마지막 우승이 되어 버렸고 전 시즌 우승팀의 사실상 해체라는 충격적인 상황에 중국 축구팬들은 경악을 금치 못했으며 삼성전자와의 후원 계약이 1년 남아있는 상황이었음에도 쑤닝 그룹의 갑작스런 운영 중단 선언으로 강제 파기되었다.

## 우승 기록
- 중국 슈퍼리그

우승 (1): 2020
- 중국 갑급리그

우승 (2): 1992, 2008
- 중국 을급리그

우승 (1): 1997
- 중국 FA컵

우승 (1): 2015
- 중국 FA 슈퍼컵

우승 (1): 2013

## 역대 감독
| 감독              | 임기        |
| ----------------- | ----------- |
| 단 페트레스쿠     | 2015 ~ 2016 |
| 최용수            | 2016 ~ 2017 |
| 파비오 카펠로     | 2017 ~ 2018 |
| 코스민 올러로이우 | 2018 ~ 2021 |